# Francisco Varo
Francisco Varo (traslitterato in cinese: 萬濟國 - Wàn Jìguó o 萬方濟各 - Wàn Fāngjìgè) (Siviglia, 4 ottobre 1627 – Fúzhōu, 31 gennaio 1687) è stato un monaco cristiano spagnolo dell'ordine dei domenicani, missionario in Cina e autore della prima grammatica del cinese mandarino, l'Arte de la lengua mandarina (1703).

## Biografia
Francisco Varo nacque a Siviglia, entrò a far parte dell'ordine dominicano come novizio l'8 ottobre 1645, nel convento di San Pablo. Lo stesso anno, Juan Bautista Morales, lo reclutò come volontario per attività missionarie in Oriente. Il 12 giugno 1646 partì da Sanlúcar de Barrameda verso Veracruz, in Messico. Il viaggio a Manila ritardò a causa della presenza di navi olandesi. Ripartirono il 12 aprile 1648, arrivando nei primi giorni di luglio.
Fin dal principio era stabilito che Varo andasse in Cina, ma si trattenne ancora un anno a Manila, presso la comunità cinese al fine di imparare la lingua. Il 10 luglio 1649 partì da Pasig, vicino a Manila, e arrivò il 3 agosto a Fujian, in un porto vicino ad Amoy, per trasferirsi poi a Fu'an, dove gli era stata assegnata la sua missione. La costa di Fujian era attaccata dai Coxinga, leali alla Dinastia Ming, i quali mantennero una grande attività tra il 1624 e il 1662. L'imperatore della Dinastia Qing ordinò l'evacuazione della costa nel 1662 per minare l'appoggio popolare al Coxinga; quest'operazione permise agli spagnoli, portoghesi e olandesi di aumentare la loro influenza sulla costa.
Dal 1671 al 1672 fu esiliato a Canton per questioni religiose.
Varo si dedicò allo studio della lingua cinese, sia la lingua mandarina sia il dialetto locale. Fu uno dei pochi che riuscì a padroneggiare la complessa forma del linguaggio impiegato nel sistema legale e nelle udienze ufficiali. I suoi superiori decisero di nominarlo insegnante di cinese per gli altri missionari.
Fu designato vicario provinciale in svariate occasioni. Il 31 gennaio 1687 fu eletto vicario apostolico nelle province del Guangdong, Yunnan e Guangxi.

## Opere
La maggior parte delle opere attribuite a Varo non furono pubblicate durante la sua vita a causa di mancanza di fondi. Scrisse alcune opere religiose, in parte trattando di argomenti sulla controversia dei riti. Durante il suo esilio nel 1671 scrisse il "Manifesto e Dichiarazione" due trattati molto influenti per il pensiero del suo superiore, Juan Bautista Morales; furono utilizzati più tardi come base per i decreti dei nunzi nelle Indie orientali e in Cina. La sua corrispondenza è un'eccellente fonte sulla vita dei missionari dell'epoca.
Scrisse anche due dizionari di cinese romanizzato: il "Vocabulario da lingoa mandarina" scritto in portoghese e finito nel 1670 e il "Vocabulario de la lengua Mandarina" (1692) in spagnolo.
La sua opera più importante è "Arte de la lengua mandarina" (1703) la prima grammatica di una lingua cinese che sia mai stata conservata e che fu pubblicata dopo la sua morte. Varo conosceva una grammatica anteriore, di Francisco Díaz, e possibilmente anche il lavoro di Juan Bautista Morales, grammatiche che sono andate entrambe perdute. Fu anche influenzato dalla " Gramática" di Antonio de Nebrija. La grammatica di Varo non è una grammatica del cinese mandarino di Pechino, in quanto questa non è una lingua antecedente della lingua standard moderna, ma una koinè parlata tra i secoli XVI e XVIII a Nanchino.